# George Moussally
George Moussally, född 23 november 1988, är en svensk före detta fotbollsspelare som var huvudtränare i Vasalunds IF 2021.

## Karriär
I januari 2015 värvades Moussally av Dalkurd FF, där han skrev på ett 1+1-årskontrakt. Moussally gjorde Superettan-debut den 3 april 2016 i en 2–1-förlust mot Assyriska FF, där han byttes in i den 62:a minuten mot Jalid Kerkich Amar.
I januari 2017 värvades Moussally av division 2-klubben Karlstad BK. Inför säsongen 2018 gick han till division 4-klubben Rinkeby United FC. Han spelade 13 matcher och gjorde två mål under säsongen 2018. Säsongen 2019 spelade Moussally nio matcher och gjorde två mål.

## Tränarkarriär
Moussally var assisterande tränare i Vasalunds IF säsongen 2020 och fick förlängt över 2021. I juli 2021 blev huvudtränaren Dali Savic avskedad och Moussally tog då över som tränare i Vasalund.